# Hugo Nicolás Barbaro
Hugo Nicolás Barbaro (Partido Vicente López, 12 de dezembro de 1950) é um padre argentino e bispo de San Roque de Presidencia Roque Sáenz Peña.
Hugo Nicolás Barbaro ingressou na prelatura pessoal do Opus Dei e foi ordenado sacerdote em 15 de agosto de 1980.
Papa Bento XVI nomeou-o bispo de San Roque de Presidencia Roque Sáenz Peña em 22 de abril de 2008. Foi ordenado bispo pelo Arcebispo de Buenos Aires, Cardeal Jorge Mario Bergoglio SJ, em 4 de julho do mesmo ano; Os co-consagradores foram José Lorenzo Sartori, ex-bispo de San Roque de Presidencia Roque Sáenz Peña, e Francisco Polti Santillán, bispo de Santiago del Estero. A posse na diocese ocorreu no dia 26 de julho do mesmo ano.